# Ragnar Öhman
Ragnar Öhman, född 1988, är en svensk tyngdlyftare. 
Öhman började träna tyngdlyftning 2002. 
Han deltog i junior-EM 2004. I februari 2007 tog han på SM i Uppsala brons i tyngdlyftning.
Bland hans idrottsprestationer kan nämnas 9 SM-guld, 3 nordiska guld och 7 plats på EM. Han har 25 svenska rekord, 19 landslagsuppdrag och varit med i EM åren 2007, 2008, 2010, 2012 och 2016. Han var med i  VM 2007 och 2011. 2012 fick han utmärkelsen Nordiska TF:s elit-nål.
Han har innehaft svenska rekord i klass +94kg ungdom samt 105kg/+105kg junior. Han har erhållit junior-utmärkelse för att ha varit den yngsta genom tiderna som lyft 200kg i stöt på Nordiska Mästerskapen.
Hans bästa resultat är Ryck: 165kg, Stöt: 205kg.